# Kommissar Brahm
Kommissar Brahm war eine Krimiserie des ZDF aus dem Jahr 1967. Sie lief in 13 Folgen von 26. April bis 19. Juli 1967. Das Drehbuch zu sämtlichen Folgen schrieb Karl Heinz Zeitler. Regisseure waren Walter Boos (7 Folgen) und Hans-Georg Thiemt (6 Folgen).

## Inhalt
Der alte Kriminalkommissar Brahm erhält als neuen Mitarbeiter einen Hospitanten von der Universität zugeteilt. Pikanterweise handelt es sich dabei um seinen eigenen Sohn Peter, einen Jurastudenten. Obwohl sich Brahm vornimmt, ihn wie jeden anderen Mitarbeiter zu behandeln, spielt natürlich auch die Vater-Sohn-Beziehung hinein. Sohn Peter hat ganz andere kriminalistische Methoden als sein konservativer Vater, trotzdem werden die beiden gemeinsam ein unschlagbares Team.
Das Besondere an der Serie war, dass in jeder Folge das Thema Arbeitssicherheit in die Fälle integriert wurde. Deren Verhinderung wurde in jeder Sendung ebenfalls angesprochen.

## Episoden
| Nr. | Titel                    | Inhalt | Weitere Darsteller |
| --- | ------------------------ | --- | --- |
| 1   | Tatverdacht              | Kurt Herting wird im Keller seines Wohnhauses von zwei Stadtstreichern bewusstlos aufgefunden. Er wurde offenbar niedergeschlagen. Ihm fehlen seine goldene Armbanduhr und seine Brieftasche. Kommissar Brahm, der seinen Sohn Peter Brahm erstmals mit zu seinen Ermittlungen nimmt, erfährt von den beiden Obdachlosen Paul Leisegang und Franz Schmellfink, dass ihr „Kollege“ Alfons Bühler die Tat begangen haben soll. Sofort wird eine Großfahndung nach dem Mann eingeleitet, der wegen mehrfachen Diebstahls und Landstreicherei vorbestraft ist. Die Fahndung verläuft zunächst erfolglos. Schließlich taucht Bühler aber bei Juwelier Krossnik auf, und will die Armbanduhr versetzen, kann aber rechtzeitig entkommen. Dann ergeben sich aber neue Tatbestände, die beweisen, dass Bühler unschuldig ist.        | Wolfried Lier:Alfons Bühler Robert Naegele: Paul Leisegang Götz Olaf Rausch |
| 2   | Fünfzehn Gramm Para-Oxon | Kommissar Brahms Ermittlungen führen diesmal ins Catchermilieu: der unbeliebte Catcher Chatanuga, genannt „Häuptling der Sioux-Indianer“, wurde vergiftet in seiner Kabine aufgefunden. Sein Rivale, der spanische Meister Alfredo Gonzales, ist seitdem spurlos verschwunden – der Verdacht fällt daher auf ihn. Das Gift, mit dem der Catcher getötet wurde, befand sich in der Flasche, aus der er sonst seinen „Wunderdrink“ zu sich nahm. Während die Suche nach Gonzales weiterläuft, nimmt Brahm sich aber auch andere zwielichtige Gestalten unter die Lupe: so den Chef des Catcherverbandes, Herrn Wirth, der vor jedem Kampf bestimmt, wer gewinnt und seinen Assistenten Herr Papke | Benno Hoffmann: Alfredo Gonzales Maria Landrock: Alfredos Freundin Ulrich Beiger: Herr Wirth Arthur Brauss: Herr Papke Kurt Schmidtchen: Herr Mahlmann                                                                        |
| 3   | Silo III                 | In einem Sandsilo wird ein toter Mann gefunden. Alles sieht nach einem Unfall aus, jedoch trug Herr Binger Wolf Petersen einen Straßenanzug – und das, wo er doch Mechaniker und Schweißer auf einer Baustelle war. Major Schirmacher von der Abwehr erklärt Brahm, dass der Mann als Schweißer getarnt auf der Großbaustelle bei Ziegelheim tätig war, um auf dem Anwesen, auf dem ein Luftwaffengelände errichtet werden soll, eingeschleuste Agenten auszuforschen. Das hat ihm anscheinend das Leben gekostet. Während Brahm auf die herkömmliche Art und Weise ermittelt, greift sein Sohn Peter Brahm zu einer etwas unorthodoxen Methode und findet schnell heraus, welcher der Verdächtigen nicht seinen wahren Namen trägt.                                                                                         | Franz Mosthav: Wilhelm Giesel Helmuth Schneider: Major Schirmacher Wolf Petersen: Herr Binger |
| 4   | Ein großer Fisch         | Corinna Buchmann steht eines Abends vor Kommissar Brahms Tür: sie ist total verzweifelt – ihr Bruder ist vor acht Tagen tödlich verunglückt – so lautet jedenfalls die offizielle Version. Corinna jedoch glaubt nicht so recht an den Unfall, bei dem ihr Bruder überfahren worden sein soll. Sie berichtet Brahm, dass der Tote Reporter beim „Nachtkurier“ war und ihr erzählte, dass er einen dicken Fisch an der Angel hatte. Am Abend seines Todes hatte er irgendwo außerhalb der Stadt eine Verabredung mit einem Unbekannten. Brahm nimmt die bereits abgeschlossenen Ermittlungen erneut auf und schleust Sohn Peter Manfred Seipold in der Zeitungsredaktion als Reporter ein. | Viktoria Naelin: Corinna Buchmann Ursula Mellin: Helga Monika John: Bardame Adolf Ziegler: Verlagschef Harry Raymon : Brautner                                                                                                |
| 5   | Ein klarer Fall          | Nachdem Harald Steiner in seinem Stammlokal 10 doppelte Whisky getrunken hat, kündigt er Kellner Charlie an, Alfred Berg, den Freund seiner Schwester Gerda zu ermorden. Tatsächlich ist Berg wenige Stunden später tot. Harald Steiner ist am Tatort, hat sogar selbst die Polizei gerufen und ist vollkommen geständig: er hat den Mann mit einem Aschenbecher erschlagen. Kommissar Brahm kommen aber erhebliche Zweifel an diesem Geständnis, als er erfährt, dass auf dem Aschenbecher keine Fingerabdrücke des angeblichen Täters sind. | Viktoria Naelin: Corinna Buchmann Klaus Löwitsch: Harald Steiner Karin Braun: Gerda Steiner Monika Zinnenberg: Evelyn Christoph Geraths: Kellner Charlie Adalbert Kemna: Barmixer                                             |
| 6   | Zwischenfall im Hangar   | Chefkonstrukteur Mühlbach soll am Flughafen von seinem Chauffeur, Herrn Hinrichs, abgeholt werden, doch Mühlbach erscheint nicht. Hinrichs kann nicht ahnen, was im Hangar des Flughafens geschehen ist: sein Chef liegt niedergeschlagen am Boden. Als er gefunden wird, kann er noch „Aktenkoffer“ und „Dokumente“ sagen, bevor er das Bewusstsein verliert. In der Tat ist sein Koffer mit wichtigen geheimen Konstruktionsplänen verschwunden. Ein Zeuge hat am Tatort einen unbekannten Mann gesehen. Mit Hilfe eines sofort angefertigten Phantombildes gelingt es den Mann – er heißt Hammerschmidt Eduard Linkers – ausfindig zu machen. Kommissar Brahm findet zwar heraus, dass er unschuldig ist, entdeckt dabei aber auch, dass Hammerschmidt und sein Kompagnon Sänger eine Pass- und Geldfälscherei betreiben. | Eduard Linkers: Herr Hammerschmidt Josef Fröhlich: Herr Sänger Hubert Hilten: Chefkonstrukteur Mühlbach Ludwig Wühr: Paul Erich Fritze: Fred Krüger Helmuth Krauß: Hallenwart Dürer                                           |
| 7   | Tod im Studio B          | Im Studio B entsteht unter der Leitung des exzentrischen Regisseurs Becker ein neues Kriminalhörspiel. Gerade wird ein Streit zwischen dem Mörder, dargestellt von Schauspieler Schumann, und dem Opfer, dargestellt von Schauspieler Gerd Pauly, aufgenommen, als es tatsächlich einen Toten gibt: Gerd bricht zusammen, als die Schüsse aus der mit Platzpatronen gefüllten Pistole fallen. Kommissar Brahms Ermittlungen ergeben, dass jemand die Pistole ausgetauscht hat. Der Verdacht fällt zunächst auf den Regisseur Becker, der dem Schauspieler 5.000 Mark schuldig war und diese am übernächsten Tag zurückzuzahlen hatte. Aber auch der Requisiteur Schimanski ist verdächtig und die zahllosen Frauen, mit denen der Schauspieler ein Verhältnis hatte und deren Herzen er gebrochen hat.                       | Otto Preuss: Regisseur Becker Helmut Brasch: Requisiteur Schimanski Korinna Rahls: Edith Clemens Wilfried Klaus: Studioarbeiter Paul Maier Mathias Eysen: Schauspieler Schumann Rainer von Artenfels: Schauspieler Gerd Pauly |
| 8   | Das Attentat             | Konsul Termöhlen wird seit acht Tagen von Telefonterror geplagt: ein Unbekannter meldet sich immer als „das Gewissen“, lässt aber nicht durchblicken, was er mit seinen Anrufen bezweckt. Gerade als der Konsul bei Kommissar Brahm sitzt und ihn um Rat bittet, geschieht das Unglück: Peter, der Sohn des Konsuls, und sein Freund Günter werden durch einen Sprengstoffanschlag im Garten schwer verletzt. Brahm nimmt die Ermittlungen auf und lässt am Telefon des Konsuls eine Fangschaltung anbringen. Der Mann, der sich als „das Gewissen“ bezeichnet, meldet sich tatsächlich wieder. | Helga Marlo: Inge Termöhlen Hubert Michael Kiurina: Konsul Harald Termöhlen Helga Bäcker: Hausmädchen Monika Peter Höfer: Friedrich Kalinke Ulrich Bernsdorff: Rolf Mertin                                                    |
| 9   | Länderspiel              | Herr Schöner von der Firma Interchemie ruft Kommissar Brahm an: ihr Chefkonstrukteur Erich Lennewein wollte mit wichtigen Unterlagen zu ihm kommen. Seit er aber sein Büro verlassen hat, fehlt von ihm jede Spur. Gemeinsam mit dem Chefchemiker Schmidtkens hat er eine neue Legierung namens XF109 entwickelt, ein völlig neues Material für Rüstungsaufgaben. Brahm beginnt zu ermitteln und stellt sich die Frage, ob den Mann jemand wegen der Geheimformel entführt hat. | Ernst Kuhr: Herr Direktor Schöner Frithjof Vierock: Lehrjunge: Willy Berling: Chefkonstrukteur Erich Lennewein Helmut Fürchtenicht: Chefchemiker Schmidtkens                                                                  |
| 10  | Ein 100.000 Mark Tag     | Uschi Kersten arbeitet in der Buchhaltung der Firma Gutenrock in der Seestraße. Ihr Freund Heinz überredet sie, bei einem Überfall mitzuspielen, bei dem sie selbst niedergeschlagen werden soll. Er will die Lohngelder – insgesamt 100.000 Mark – rauben. Gesagt – getan. Kommissar Brahm beginnt mit seinen Ermittlungen und hat bald die Schwachstelle des Ganzen gefunden: Uschi Kersten, die ziemlich nervös wirkt. Er lässt die Dame überwachen und kommt so auf die Spur des wahren Täters. Bevor er ihn stellen kann, geschieht leider ein Mord. | Hannes Kaetner: Arbeiter im weißen Mantel Michael Münzer: Heinz Marianne Hoffmann: Uschi Kersten Robert Klupp: Poland |
| 11  | Herr Wegner schweigt     | Kommissar Brahm hat es diesmal mit einem seltsamen Fall von Schutzgelderpressung zu tun: eine Bande treibt auf dem Großmarkt ihr Unwesen und erpresst Obst- und Gemüsehändler. Der Händler Otto Wegner wehrt sich gegen die erste Ratenzahlung und wird dafür von einer Clique mit Jugendlichen bestraft: aufgeschlitzte Autoreifen und ein lebensgefährlicher Schlag auf den Hinterkopf. Gegenüber der Polizei schweigt Wegner aber, will keine Personenbeschreibungen abgeben und meint, er könne sich an nichts erinnern. Brahm weiß, dass jetzt etwas geschehen muss und schleust Sohn Peter am Großmarkt als vorbestraften Arbeiter ein, um so den Hintermann ermitteln zu können. | Claus Wilcke: Eddie Herta Fahrenkrog: Frau Wegner Wolfgang Eger: Otto Wegner Helmut Gauer: Wille Wolf Rahtjen: Paul Herbst |
| 12  | Schüsse im Forst         | Die Lieferwagenfahrer Lemke und Seifert verlieren bei einem Transport eine Kiste mit weißem Phosphor. Kommissar Brahm wird alarmiert, die Kiste wieder zu finden, denn wenn der schützende Wassermantel verloren geht, dann reicht der Phosphor aus, um ein fünfstöckiges Haus anzuzünden. Dass er bei der Suche nach der Kiste nicht nur einen Wilderer fangen, sondern auch einen Mordanschlag aufklären wird, ahnt er zunächst nicht. | Karl-Heinz Hess: Förster Heinz Schön Johannes Buzalski: der Wilderer Hilde März: Doris Norbert Gastell: Otto Lemke Karl Striebeck: Seifert                                                                                    |
| 13  | Männerurlaub             | Brahm junior und Brahm senior gönnen sich endlich mal einen erholsamen Urlaub ohne Stress: sie fahren nach Siebental, wo der Kommissar den alten Hecht im Siebener See, hinter dem er schon lange her ist, fangen will. Jeder meint, dass der andere sich besonders auf den Urlaub mit Vater bzw. Sohn gefreut hat und daher bleiben die Frauen offiziell zu Hause. Doch heimlich trifft sich sowohl Peter mit seiner Helga, die in der Nähe mit zwei Freundinnen zeltet, als auch Kommissar Brahm mit Corinna Buchmann. Während die Tage erholsam vergehen, ereignet sich im Hotel, in dem die beiden wohnen eine Tragödie: Herr Henninger, der Besitzer, der allseits als Trunkenbold bekannt ist, gerät in Verdacht, seine Frau Else niedergeschlagen zu haben. Kommissar Brahm wird um Hilfe gebeten.                    | Viktoria Naelin: Corinna Buchmann Gusti Kreissl: Wirtin Else Henninger Kurt Bülau: Wirt Karl Henniger Kurt Böhm: Dr. Pauli Helmut Alimonta: Karl Michael Schanze: Junge am Lagerfeuer                                         |

## Kritik
Martin Compart nannte in seinem Buch Crime TV–Lexikon der Krimiserien (2000) die Serie ein „gemütliches ZDF-Vorabendprogramm“, „das mitten im Generationenkonflikt der sechziger Jahre den konservativen Wunschtraum eines engen Vater-Sohn-Verhältnisses abfeiert.“